# 顽皮狗
頑皮狗（英語：Naughty Dog，1989年前原名「Jam Software」）是一間美國的電子遊戲開發工作室，總部位於加州聖塔莫尼卡。頑皮狗的作品以人物鮮活、劇情取勝頗負盛名，在遊戲場景美術設計美感方面亦受到讚賞。

## 歷史
頑皮狗最初由安迪·蓋文（Andy Gavin）和傑森·魯賓（Jason Rubin）在1984年以獨立開發者的身份成立，之後在2001年由索尼電腦娛樂買下。蓋文和魯賓開發過多款成功的遊戲作品，包括Mega Drive平台上的《力量之環》（直譯，Rings of Power）和3DO主機上的《戰士之道》（直譯，Way of the Warrior）。在這些早期作品之後，環球互動工作室（Universal Interactive Studios）與兩人簽下了委託制作三部小成本作品的合約，其提供的資金也幫助了頑皮狗的擴張。
曾為世嘉製作過《索尼克2》，當時在環球互動工作室擔任產品開發副總裁的马克·塞尔尼，說服了頑皮狗將新的資源用在專注開發以角色為中心的平台游戏，並針對新世代遊戲機的3D運算能力作更有效地運用。這項建議最終讓頑皮狗在1996年8月31日於PlayStation上推出了《袋狼大進擊》（Crash Bandicoot）。在接下來的數年間，頑皮狗總共推出了三款《袋狼大進擊》系列的續作。在2001年1月，索尼宣布將會收購頑皮狗。接下來在推出《袋狼大進擊賽車》（Crash Team Racing）之後，工作室開始進行PlayStation 2《捷克與達斯特》（Jak and Daxter）的開發。
2004年，頑皮狗主席與創辦人之一傑森·魯賓離職，並開始著手製作漫畫作品《鐵人與少女》（Iron and the Maiden）。頑皮狗除了作為索尼全球工作室（Sony World Wide Studios）成員之外，同時也在其中以ICE Team之名擔任核心的技術團隊。Naughty Dog在PlayStation 3上的的第一部作品是在2007年推出的《秘境探險：黃金城秘寶》，接著分別於2009年和2011年推出《秘境探險2：盜亦有道》和《秘境探險3：德瑞克的騙局》兩款續作。Naughty Dog也曾以「同時間只開發一款遊戲」和「在一款平台上只推出一套系列作」的原則在玩家間受到抱怨。這兩個原則直到Naughty Dog在2011年12月10日發表PlayStation 3新作《最後生還者》才被打破。《最後生還者》是由工作室內的第二團隊負責開發。
在2011年11月21日，索尼的官方PlayStation部落格上宣布了《捷克與達斯特》將會在PlayStation 3推出高畫質（HD）重製版本。在2012年2月7日推出的《捷克與達斯特》高畫質版本由Mass Media公司負責移植重製，除了遊戲畫質的提升之外，並加入了3D效果以及PlayStation 3上的獎盃系統。
2013年11月，原《光环》系列首席游戏引擎程序员余国荔宣布离开微软，加入顽皮狗。在次年11月時离开顽皮狗。
2016年5月10日，《秘境探險4：盜賊末路》全球同步上市。2017年8月22日，《秘境探險：失落的遺產》上市，《秘境探險系列》正式完結。
2019年6月6日，頑皮狗宣布《秘境探險2：盜亦有道》、《秘境探險3：德瑞克的騙局》及《最後生還者》的PS3多人遊玩功能將會於2019年9月3日終止服務。
2023年12月，顽皮狗宣布此前已开发多年的《最后生还者》多人版游戏取消开发。

## 遊戲作品列表
Jam Software時期
| 中文標題（直譯） | 原文標題   | 年份 | 平台       |
| ---------------- | ---------- | ---- | ---------- |
| 即興數學         | Math Jam   | 1985 | Apple II   |
| 瘋狂滑雪         | Ski Crazed | 1986 | Apple II   |
| 夢幻空間         | Dream Zone | 1988 | Apple IIGS |

顽皮狗時期
| 中文標題                 | 原文標題                                | 年份   | 平台                             | GameRankings分數 | Metacritic分數 | 備註                                                 |
| ------------------------ | --------------------------------------- | ------ | -------------------------------- | ---------------- | -------------- | ---------------------------------------------------- |
| 盜賊基夫                 | Keef the Thief                          | 1989年 | Apple IIGS                       | N/A              | N/A            | 顽皮狗所推出的第一個作品                             |
| 力量之環                 | Rings of Power                          | 1991年 | Mega Drive                       | 40.00%           | N/A            | 由藝電（EA）發行                                     |
| 戰士之道                 | Way of the Warrior                      | 1994年 | 3DO                              | N/A              | N/A            | 獲得1994年3DO開發者大獎的最佳動畫                    |
| 袋狼大進擊               | Crash Bandicoot                         | 1996年 | PlayStation                      | 80.40%           | N/A            | 是第一款在日本獲得「金賞」的非日語作品               |
| 袋狼大進擊2              | Crash Bandicoot 2: Cortex Strikes Back  | 1997年 | PlayStation                      | 88.54%           | N/A            | PSone上銷售最佳的作品之一                            |
| 袋狼大進擊3              | Crash Bandicoot 3: Warped               | 1998年 | PlayStation                      | 89.07%           | 91/100         | 是第一款在日本獲得「白金賞」的非日語作品             |
| 袋狼大進擊賽車           | Crash Team Racing                       | 1999年 | PlayStation                      | 91.78%           | 88/100         | 最後一款由顽皮狗開發的袋狼大進擊作品                 |
| 捷克與達斯特             | Jak and Daxter: The Precursor Legacy    | 2001年 | PlayStation 2                    | 90.22%           | 90/100         | 在索尼收購後推出的第一款作品                         |
| 捷克與達斯特2(捷克II)    | Jak II                                  | 2003年 | PlayStation 2                    | 87.90%           | 87/100         | 贏得2003年度IGN編輯精選                              |
| 捷克與達斯特3(捷克3)     | Jak 3                                   | 2004年 | PlayStation 2                    | 85.42%           | 84/100         |                                                      |
| 捷克X：戰鬥賽車          | Jak X: Combat Racing                    | 2005年 | PlayStation 2                    | 76.96%           | 76/100         | 最後一款由顽皮狗開發的捷克與達斯特作品               |
| 秘境探險：黃金城秘寶     | Uncharted: Drake's Fortune              | 2007年 | PlayStation 3                    | 89.70%           | 88/100         | 贏得IGN網站的最佳動作遊戲與最佳PS3遊戲               |
| 秘境探險2：盜亦有道      | Uncharted 2: Among Thieves              | 2009年 | PlayStation 3                    | 96.46%           | 96/100         | 贏得多項「年度最佳遊戲」大獎                         |
| 秘境探險3：德瑞克的騙局  | Uncharted 3: Drake's Deception          | 2011年 | PlayStation 3                    | 92.19%           | 92/100         |                                                      |
| 捷克與達斯特合輯         | Jak and Daxter Collection               | 2012年 | PlayStation 3                    | 81.56%           | 82/100         | 與Mass Media合作開發的高畫質版本                     |
| 最後生還者               | The Last of Us                          | 2013年 | PlayStation 3                    | 95.04%           | 95/100         | 贏得多項「年度最佳遊戲」大獎                         |
| 最後生還者重制版         | The Last of Us Remastered               | 2014年 | PlayStation 4                    | 95.70%           | 95/100         |                                                      |
| 秘境探險：奈森德瑞克合輯 | UNCHARTED: The Nathan Drake Collection  | 2015年 | PlayStation 4                    |                  |                | 收錄秘境探險系列的首三部作品                         |
| 秘境探險4：盜賊末路      | Uncharted 4: A Thief's End              | 2016年 | PlayStation 4                    |                  | 93/100         |                                                      |
| 秘境探險：失落的遺產     | Uncharted : The Lost Legacy             | 2017年 | PlayStation 4                    |                  | 84/100         |                                                      |
| 最後生還者 第二章        | The Last of Us Part II                  | 2020年 | PlayStation 4                    |                  | 94/100         |                                                      |
| 秘境探險：盜賊傳奇合集   | UNCHARTED: Legacy of Thieves Collection | 2022年 | PlayStation 5、Microsoft Windows |                  |                | 收錄秘境探險系列《盜賊末路》、《失落的遺產》兩部作品 |

## 外部連結
- 官方网站